# Juan Pablo Koch
Juan Pablo "Juampy" Koch (n. en Leandro N. Alem, Provincia de Misiones, 21 de mayo de 1986) es un piloto de automovilismo argentino. Corrió en varias categorías, destacándose en la actualidad en Clase 2 y Clase 3 de Turismo Nacional.

## Carrera Deportiva

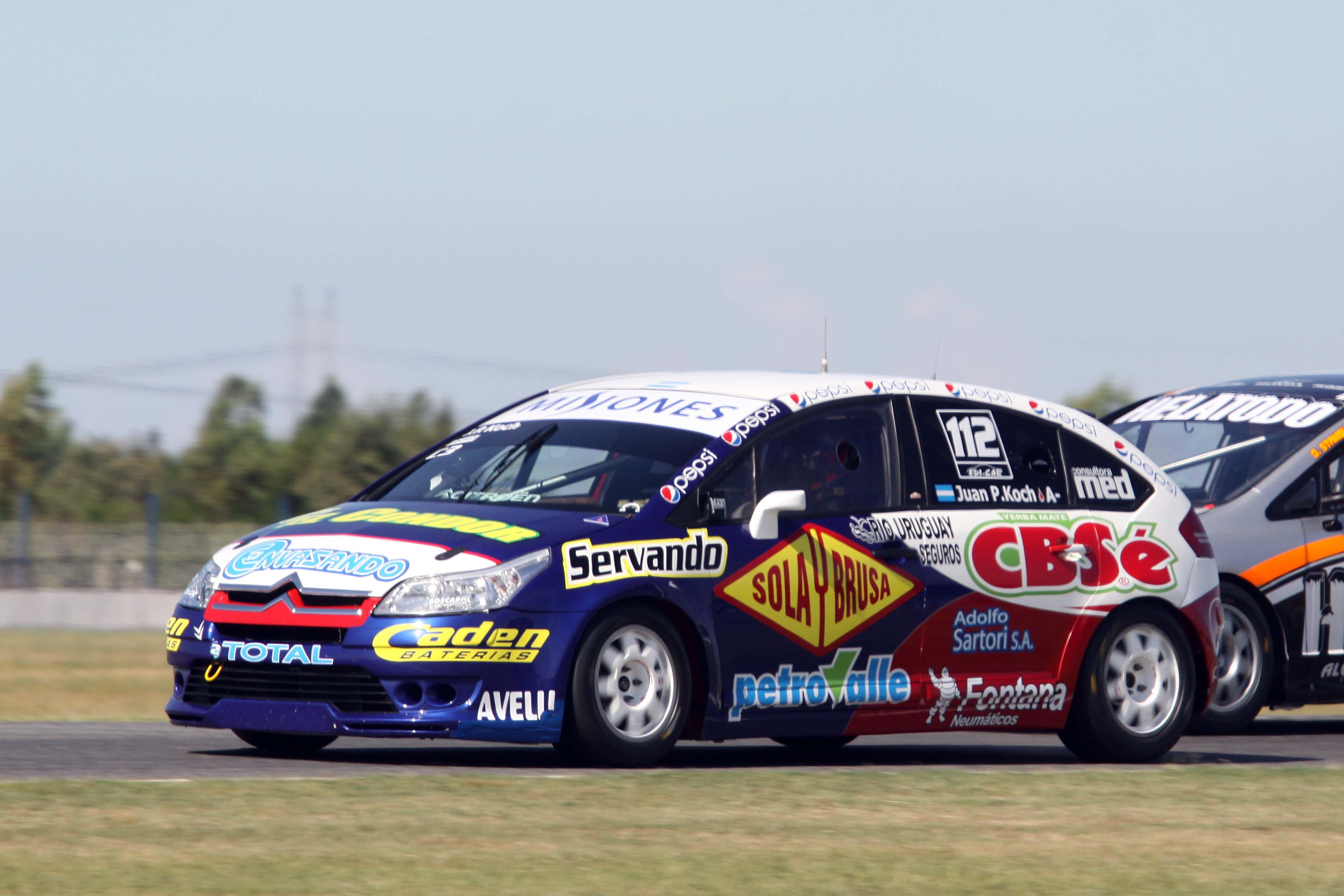
Juan Pablo Koch con su auto del Equipo Boero Carrera Pro de la Clase 3 del Turismo Nacional.

- 2003: Hace su debut en el automovilismo, como navegante de su padre Pauli Koch en la última fecha del Rally Provincial (diciembre) que se llevó a cabo en su pueblo natal Leandro N. Alem, a bordo de un Renault 18.
- 2004: Subcampeón del Campeonato Misionero de Rally.
- 2005: Primer título obtenido en su carrera deportiva en la Clase 2 del Campeonato Misionero de Rally (Provincia de Misiones).
- 2006: Obtuvo el bicampeonato de la Clase 2 del Rally Provincial.
- 2007: Debuta en la Clase 2 del Campeonato Misionero de Pista.
- 2009: Hace su debut en la Clase 2 del Turismo Nacional. Subcampeón de la Clase 2 del Campeonato Misionero de Pista.
- 2011: Obtiene por primera vez el título de la Clase 2 del Campeonato Misionero en Pista, a bordo de un VW Gol, preparado por el equipo Roberto Peralta Competición, con base en Posadas, Provincia de Misiones.
- 2012: Logra el subcampeonato de la Clase 2 del Turismo Nacional,[2] que coronó campeón a Facundo Chapur, a bordo de un Renault Clío Nº 25 , alistado por Gabriel Rodriguez Competición con asiento en La Plata, provincia de Buenos Aires.[3]
- 2013: Se incorpora al Equipo Boero Carrera Pro[4] con asiento en Rosario (Provincia de Santa Fe), para competir en la Clase 3 del Turismo Nacional, a bordo de un Citroën C4, donde será compañero de estructura de Matías Rossi, múltiple campeón argentino de Automovilismo, quien también hace su arribo en la categoría conocida como "la más federal del país" para la temporada actual.[5]

## Estadísticas deportivas en Turismo Nacional
- Victorias: 2
- Podios: 6
- Pole positions: 3
- Vueltas rápidas: 3

## Palmarés
| Título     | Especialidad     | Marca        | Año  |
| ---------- | ---------------- | ------------ | ---- |
| Subcampeón | Turismo Nacional | Renault Clío | 2012 |

## Reconocimientos
| Año  | Reconocimiento                                                  | Categoría                                          | País      |
| ---- | --------------------------------------------------------------- | -------------------------------------------------- | --------- |
| 2012 | Fiesta del Deporte en Misiones Diario Primera Edición (Posadas) | Mejor Piloto de Misiones de Automovilismo Nacional | Argentina |

## Equipos actuales

### Turismo Nacional 2013
| Escuadra                 | Automóvil  | Pilotos                      |
| ------------------------ | ---------- | ---------------------------- |
| Equipo Boero Carrera Pro | Citroën C4 | Juan Pablo Koch Matías Rossi |

## Datos
Las dos victorias obtenidas por "Juampy" en el Turismo Nacional durante 2012: La primera fue en marzo en la 1.ª Fecha del Campeonato, disputada en el Autódromo Roberto Mouras de La Plata. La segunda victoria que conquistó en la categoría fue en la 10.ª Fecha del Certamen, que se llevó a cabo en el Autódromo Ciudad de Oberá en octubre, en su vuelta después de 17 años de ausencia de esa categoría en el circuito misionero.